# 436-й истребительный авиационный полк
436-й истребительный авиационный полк (436-й иап) — воинская часть Военно-воздушных сил (ВВС) Вооружённых Сил РККА, принимавшая участие в боевых действиях Великой Отечественной войны.

## Наименования полка
За весь период своего существования полк несколько раз менял своё наименование:
- 215-й скоростной бомбардировочный авиационный полк;
- 436-й истребительный авиационный полк;
- 436-й истребительный авиационный полк ПВО;
- 436-й истребительный авиационный полк;
- 67-й гвардейский истребительный авиационный полк;
- 67-й гвардейский истребительный авиационный Краснознамённый полк;
- 67-й гвардейский истребительный авиационный Барановичский Краснознамённый полк;
- 67-й гвардейский истребительный авиационный Барановичский Краснознамённый ордена Суворова полк;
- Полевая почта 06840.

## Создание полка
436-й истребительный авиационный полк создан 3 августа 1941 года в Харьковском военном округе (город Лебедин Сумской области) из состава 215-го скоростного бомбардировочного авиационного полка приказом командующего ВВС Харьковского военного округа. Лётный состав направлен на переучивание в г. Горловку.

## Переименование полка
436-й истребительный авиационный полк за образцовое выполнение боевых задач и проявленные при этом мужество и героизм 18 марта 1943 года преобразован в 67-й гвардейский истребительный авиационный полк на основании Приказа НКО СССР.

## В действующей армии
В составе действующей армии:
- с 13 октября 1941 года по 18 марта 1942 года, итого — 156 дней,
- с 1 июня 1942 года по 22 августа 1942 года, итого — 82 дня,
- с 22 ноября 1942 года по 18 марта 1943 года, итого — 116 дней,

Всего 354 дня

## Командиры полка
- капитан, майор Мордвинов Михаил Дмитриевич[4], 06.08.1941 — 16.05.1942 (погиб)
- майор, подполковник Панов Алексей Борисович[4], 16.05.1942 — 12.09.1944 (погиб)

## В составе соединений и объединений
| Период        | Фронт (округ)             | армия               | корпус                                    | дивизия                                       | примечание |
| ------------- | ------------------------- | ------------------- | ----------------------------------------- | --------------------------------------------- | --- |
| 03.08.1941 г. | Харьковский военный округ |                     |                                           |                                               | Лебедин |
| 06.08.1941 г. | Приволжский военный округ |                     |                                           | 8-й запасной истребительный авиационный полк  | Багай-Барановка, Як-1 |
| 18.10.1941 г. | Московская зона ПВО       |                     | 6-й истребительный авиационный корпус ПВО |                                               | Як-1 |
| 25.12.1941 г. | Московская зона ПВО       |                     | 6-й истребительный авиационный корпус ПВО |                                               | передал 14 лётчиков и самолётов Як-1 в 11-й и 163-й истребительные авиационные полки                                                      |
| 18.01.1942 г. | Московская зона ПВО       |                     | 6-й истребительный авиационный корпус ПВО |                                               | получил 16 самолётов И-16 и 12 лётчиков из 171-го истребительного авиационного полка                                                      |
| 18.01.1942 г. | Западный фронт            |                     | 1-й гвардейский кавалерийский корпус      |                                               | в оперативном подчинении генерал-майора Горбацевича, осуществляя прикрытие 1-го гвардейского кавалерийского корпуса генерал-майора Белова |
| 04.02.1942 г. | Калининский фронт         | ВВС 31-й армии      |                                           |                                               | И-16 |
| 27.03.1942 г. | Московский военный округ  |                     |                                           | 22-й запасной истребительный авиационный полк | Иваново, переучивание на Харрикейны |
| 01.06.1942 г. | Западный фронт            | 1-я воздушная армия |                                           | 235-я истребительная авиационная дивизия      | Харрикейн |
| 12.06.1942 г. | Юго-Западный фронт        | 8-я воздушная армия |                                           | 235-я истребительная авиационная дивизия      | Харрикейн |
| 12.07.1942 г. | Сталинградский фронт      | 8-я воздушная армия |                                           | 235-я истребительная авиационная дивизия      | Харрикейн |
| 13.07.1942 г. | Сталинградский фронт      | 8-я воздушная армия |                                           | 235-я истребительная авиационная дивизия      | принял 18 самолётов Харрикейн и 7 лётчиков из 191-го иап и 180-го иап                                                                     |
| 23.08.1942 г. | Московский военный округ  |                     |                                           | 22-й запасной истребительный авиационный полк | Иваново, переучивание на Киттихаук |
| 22.11.1942 г. | Северо-Западный фронт     | 6-я воздушная армия |                                           | 239-я истребительная авиационная дивизия      | Киттихаук |
| 16.03.1943 г. | Северо-Западный фронт     | 6-я воздушная армия |                                           | 239-я истребительная авиационная дивизия      | сдал 10 самолётов Киттихаук в 46-й иап, пополнился 10 лётчиками из 10-го иап и 485-го иап, переучился на Аэрокобру и убыл за самолётами   |
| 18.03.1943 г. | Северо-Западный фронт     | 6-я воздушная армия |                                           | 239-я истребительная авиационная дивизия      | полк переименован в гвардейский |

## Участие в операциях и битвах

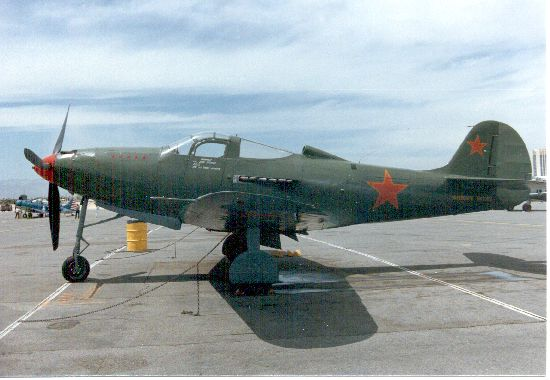
P-39 Аэрокобра

- Орловско-Брянская операция с 30 сентября по 23 октября 1941 года
- Вяземская операция со 2 октября 1941 года по 13 октября 1941 года
- Можайско-Малоярославецкая оборонительная операция с 10 октября 1941 года по 30 октября 1941 года
- Калининская оборонительная операция с 10 октября 1941 года по 4 декабря 1941 года
- Тульская оборонительная операция с 24 октября 1941 года по 5 декабря 1941 года
- Клинско-Солнечногорская оборонительная операция с 15 ноября 1941 года по 5 декабря 1941 года
- Наро-Фоминская оборонительная операция с 1 декабря 1941 года по 5 декабря 1941 года
- Воронежско-Ворошиловградская операция — с 28 июня 1942 года по 24 июля 1942 года
- Демянская операция — с 15 февраля 1943 года по 28 февраля 1943 года
- Старорусская операция — с 4 марта 1943 года по 19 марта 1943 года

## Отличившиеся воины полка
- Елисеев Владимир Степанович, командир эскадрильи 67-го гвардейского истребительного авиационного полка 273-й истребительной авиационной дивизии 6-го истребительного авиационного корпуса 16-й воздушной армии Центрального фронта, гвардии полковник в отставке, Указом Президента Российской Федерации 6 сентября 1996 года удостоен звания Герой России. Медаль № 345
- Кузнецов Николай Фёдорович, капитан, заместитель командира эскадрильи 436-го истребительного авиационного полка 239-й истребительной авиационной дивизии 6-й воздушной армии Указом Президиума Верховного Совета СССР от 1 мая 1943 года удостоен звания Герой Советского Союза. Золотая Звезда № 966
- Панов Алексей Борисович, командир полка, гвардии подполковник, Указом Верховного Совета СССР 23 февраля 1945 года удостоен звания Герой Советского Союза. Посмертно.
- Федорчук Игорь Александрович, командир звена, гвардии лейтенант Указом Президиума Верховного Совета СССР от 4 февраля 1944 года удостоен звания Герой Советского Союза. Золотая Звезда № 3205.

## Статистика боевых действий
Всего за 1941—1942 годы Великой Отечественной войны полком:
| Выполнено боевых вылетов | Сбито самолётов в воздухе | Уничтожено самолётов всего |
| ------------------------ | ------------------------- | -------------------------- |
| более 4000               | 159                       | 159                        |

Свои потери:
| Потеряно самолётов, всего | Погибло лётчиков всего |
| ------------------------- | ---------------------- |
| 24                        | 26                     |